# Qwaqwaia scolopiae
Qwaqwaia scolopiae  (лат.) — вид перепончатокрылых насекомых-орехотворок из подсемейства Cynipinae (Cynipidae). Эндемики Южной Африки (QwaQwa, южнее Witsieshoek, Kgotswane R; провинция Квазулу-Натал, южнее Драконовых гор). Мелкие насекомые коричневого цвета, длина тела 4,2—4,4 мм. Мандибулы с 2 зубцами. Жгутик усика с 12 члениками (флагелломерами). Нижнечелюстные щупики 5-члениковые, а нижнегубные — 3-члениковые (формула: 5,3). Голова широкая, трапециевидная. Мезоскутум и скутеллюм разделены отчётливым швом. Нотаули на мезонотуме развиты и полные. Передние крылья в 1,16 раза длиннее тела. Радиальная ячейка крыла закрытая. Коготки лапок простые. Личинки червеобразные (без придатков), сегментированные. Образуют галлы на растениях вида Scolopia mundii (семейство Ивовые). Род Qwaqwaia был назван по имени бантустана «QwaQwa», где была обнаружена типовая серия, а вид Q. scolopiae — по имени растения, на котором был найден.